# 领导人是怎样炼成的
《领导人是怎样炼成的》是一部中国动画短片，制作团队署名是“复兴路上工作室”。长度约5分钟，有中文和英文两个版本。该动画介绍了美国、英国、中华人民共和国等国的国家领导人产生的过程，并对这些国家的领导人产生机制进行了对比。在这部作品中，中國國家領導人首次在中國大陸地区以卡通的形象出现。上传至网络上后，两天内播放了100多万次，被网友评论为“尺度很大”。

## 脚注
1. ↑  中華人民共和國的國家領導人是指中共中央总书记以及中共中央政治局常委